# Iglesia de San Juan (Atienza)
La iglesia de San Juan es un edificio de la localidad española de Atienza, en la provincia de Guadalajara.

## Descripción

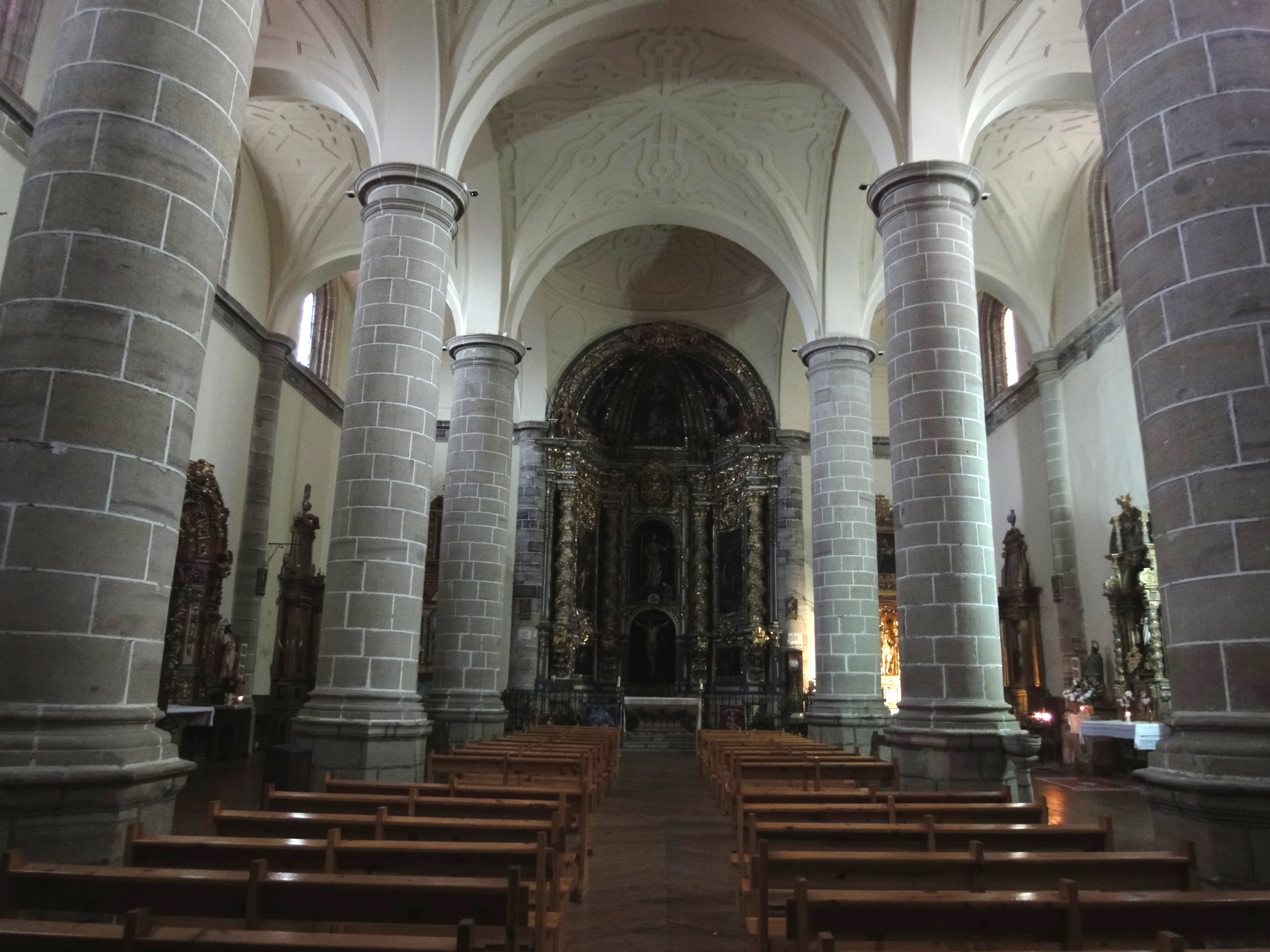
Interior del templo

Ubicada en la localidad guadalajareña de Atienza, la iglesia cuenta con tres naves y es de planta cuadrilonga. Aparece descrita en el tercer volumen del Diccionario geográfico-estadístico-histórico de España y sus posesiones de Ultramar de Pascual Madoz de la siguiente manera:

La de San Juan entre la plaza y plazuela; sirviéndole de torre el arco de su nombre, de que se hizo mérito. Ignórase cuando fué construido este magnifico y elegante edificio, de figura cuadrilonga, de 147 pies de largo, 81 de ancho, y 72 de elevacion; sus paredes esteriores se hallan sostenidas por 20 machones: el tejado es doble, y comunican luz al interior de la igl. 11 grandes ventanas, 5 arqueadas en la pared del S., otras tantas de igual clase al N., y 1 circular hacia el O.: debajo de esta última hay una portada para entrar en el temido, existiendo la principal en el lado del S.; consta su interior de 3 naves sostenidas por 24 columnas cilindricas de 39 pies de altura, colocadas en 4 hileras, habiendo 8 de dichas columnas de 19 cuartas de circunferencia en medio del edificio, y las otras 10 de menor diámetro, colocadas entre la pared: la nave del centro es un poco mas larga, ancha y elevada que las otras dos; descansa sobre las 8 columnas aisladas, y otras 4 de las entrometidas en la pared, que forman las 2 hileras del medio: sobre estas, y desde el mismo punto de altura, parten los arcos de las otras bóvedas á unirse en la pared respectiva sobre sus correspondientes columnas; todos son de medio punto, pero de diverso diámetro: la nave principal tiene una media naranja ovalada, y por bajo de uno de sus arcos torales está el altar mayor, en el que se ven algunas pinturas sobre lienzo que representan el bautismo de Jesucristo, la predicacion de este en el desierto, el martirio de San Esteban, y á San Martin partiendo su capa con un pobre: en la parte inferior de la igl. sobre arcos do madera vestidos de yeso y apoyados en las 4 columnas intermedias, existe el coro con buena sillería de nogal, su órgano, y 2 grandes cuadros colgados en las paredes esteriores; uno de los que representa á Sto. Tomás de Villanueva repartiendo limosna á los pobres, entre los cuales llama la atención un ciego conducido por un perro; y en el otro cuadro, que es de mérito singular, se vea Herodes con su mujer sentados á una mesa, en la que es presentada en un plato la cabeza del Bautista.
(Madoz, 1846, p. 96)